# Roztocznik
Roztocznik (niem. Olbersdorf) – wieś w Polsce położona w województwie dolnośląskim, w powiecie dzierżoniowskim, w gminie Dzierżoniów.
W latach 1945–1954 siedziba gminy Roztocznik. W latach 1975–1998 wieś administracyjnie należała do województwa wałbrzyskiego.

## Integralne części wsi
| SIMC    | Nazwa       | Rodzaj                     |
| ------- | ----------- | -------------------------- |
| 0852335 | Byszów      | przysiółek (przed 2024 r.) |
| 0852341 | Dębowa Góra | przysiółek                 |
| 0852358 | Dobrocinek  | przysiółek (przed 2024 r.) |

## Historia
W roku 1375 wieś wzmiankowano jako Albrechtsdorf. W roku 1677 pojawiła się forma Olbersdorf, a od roku 1785 doszła do niej nazwa Ullersdorf; obydwu używano do roku 1945 jako oznaczenie różnych części wsi. W latach 1945–1947 miejscowość nosiła nazwę Gniły Potok. Ta nazwa miejscowości została jednak błędnie podana w niektórych publikacjach o charakterze popularno-historycznym i powielana przez innych autorów. W rzeczywistości bowiem,  według ksiąg Stanu Cywilnego miejscowości Roztocznik, w latach 1945-47 miejscowość nosiła nazwę Albertów.

## Zabytki
Do wojewódzkiego rejestru zabytków wpisane są obiekty:
- pałac w zabytkowym zespole pałacowym z XIX w., obejmującym park angielski,
- kościół filialny pw. św. Józefa Oblubieńca, należący do parafii w Gilowie, jednonawowy, z wieżą, zbudowany w XIV w. i przebudowywany w XVII i XVIII w.; w środku znajdują się renesansowy ołtarz i ambona oraz wykonana z kamienia chrzcielnica z 1610 r.[8]